# 8 prairial
8 floréal 8 messidor
L'octidi 8 prairial, officiellement dénommé jour du martagon, est le 248e jour de l'année du calendrier républicain.
C'était généralement le 27e jour du mois de mai dans le calendrier grégorien.